# Adenia longestipitata
Adenia longestipitata är en passionsblomsväxtart som beskrevs av De Wilde. Adenia longestipitata ingår i släktet Adenia och familjen passionsblomsväxter. Inga underarter finns listade i Catalogue of Life.